# Artikos
Artikos Chile S.A. es un mercado electrónico B2B (Business to Business) en Chile.
Es una organización especializada en servicios de comercio electrónico que ofrece una solución integral para toda la cadena de negocios, desde la cotización hasta el pago, adecuada al tamaño y necesidades propias de cada compañía.

## Propiedad
Artikos Chile es una organización orientada a facilitar la gestión de negocios entre las empresas, utilizando el comercio electrónico. Nace de la unión de dos grandes instituciones bancarias: el Banco de Chile y el BCI, quienes establecen una alianza para dar vida al más importante y sólido negocio B2B en Chile.

## Objeto social
Artikos Chile S.A. es una sociedad de apoyo al giro bancario, cuya existencia y estatutos fueron autorizados por la SBIF por carta N° 00036 de 4 de enero de 2001 de conformidad a las disposiciones de la Ley General de Bancos (artículo 74) y al Capítulo 11-6 de la Recopilación Actualizada de Normas de la SBIF.
Su objeto es "el desarrollo, fomento e  intermediación en el comercio electrónico o digital entre empresas productoras, proveedoras, consumidoras o intermediarias de bienes y servicios, creando comunidades virtuales de comercio electrónico y/o redes digitales de intercambio; el desarrollo de tecnología informática, redes, aplicaciones, ayuda técnica y soportes tecnológicos para los fines antes señalados sea que se ejecuten por medios físicos, redes telefónicas, redes inalámbricas y todas aquellas otras que proporcionan servicios de comunicación analógica, digital u otras, que permitan facilitar las operaciones comerciales y financieras del giro bancario".   Artikos Chile S.A. brinda servicios de interacción electrónica orientados a la realización de operaciones comerciales y financieras entre empresas (Comercio Electrónico), que se traducen específicamente en un apoyo al giro bancario, a través de diversos servicios electrónicos que son utilizados en sus operaciones internas por ambos Bancos Accionistas. Del mismo modo, les permite generar una oferta en el mercado para brindar servicios electrónicos diferenciados a sus actuales clientes, fidelizándolos  y generando con estos nuevos negocios, como así mismo logrando la captura de nuevos clientes.
- Datos: Q5707035